# روزديات
رزوديات أو خنافس اللحاء المجعدة أو فصيلة رايسوديدي (الاسم العلمي Rhysodidae)، هي فصيلة حشرات من غمديات الأجنحة. أجناسها وأنواعها المعروفة قليلة العدد أعطانها معظم مناطق البلاد الحارة من العالمين القديم والجديد. جميع أجناسها مفترسة، صغيرة القد، ضليعة التآشير، قاتمة الأثواب.